# Danh sách đô đốc Hải quân Đế quốc Nhật Bản
Đô đốc Hải quân Đế quốc Nhật Bản là các quân hàm cấp tướng trong Hải quân Đế quốc Nhật Bản từ năm 1872 đến năm 1945.
Trên thực tế, các cấp bậc đô đốc của Hải quân Đế quốc Nhật sử dụng danh xưng tương tự Lục quân là Hải quân Đại tướng (Đô đốc), Hải quân Trung tướng (Phó đô đốc) và Hải quân Thiếu tướng (Chuẩn đô đốc). Hệ thống danh xưng này đã ảnh hưởng đến hệ thống danh xưng quân hàm hiện đại của vùng Đông Á như Trung Quốc, Việt Nam (giai đoạn trước 1981), Triều Tiên và Hàn Quốc.
Sau đây là danh sách những đô đốc chính của Hải quân Đế quốc Nhật Bản.

## Đô đốc Hạm đội
Thực tế, quân hàm này có tên gọi là Nguyên soái Hải quân Đại tướng (元帥海軍大将), được đặt ra từ năm 1898. Sau Chiến tranh thế giới thứ hai, danh hiệu này không còn được áp dụng ở Nhật Bản nữa.
Có cả thảy 13 vị được phong hàm này

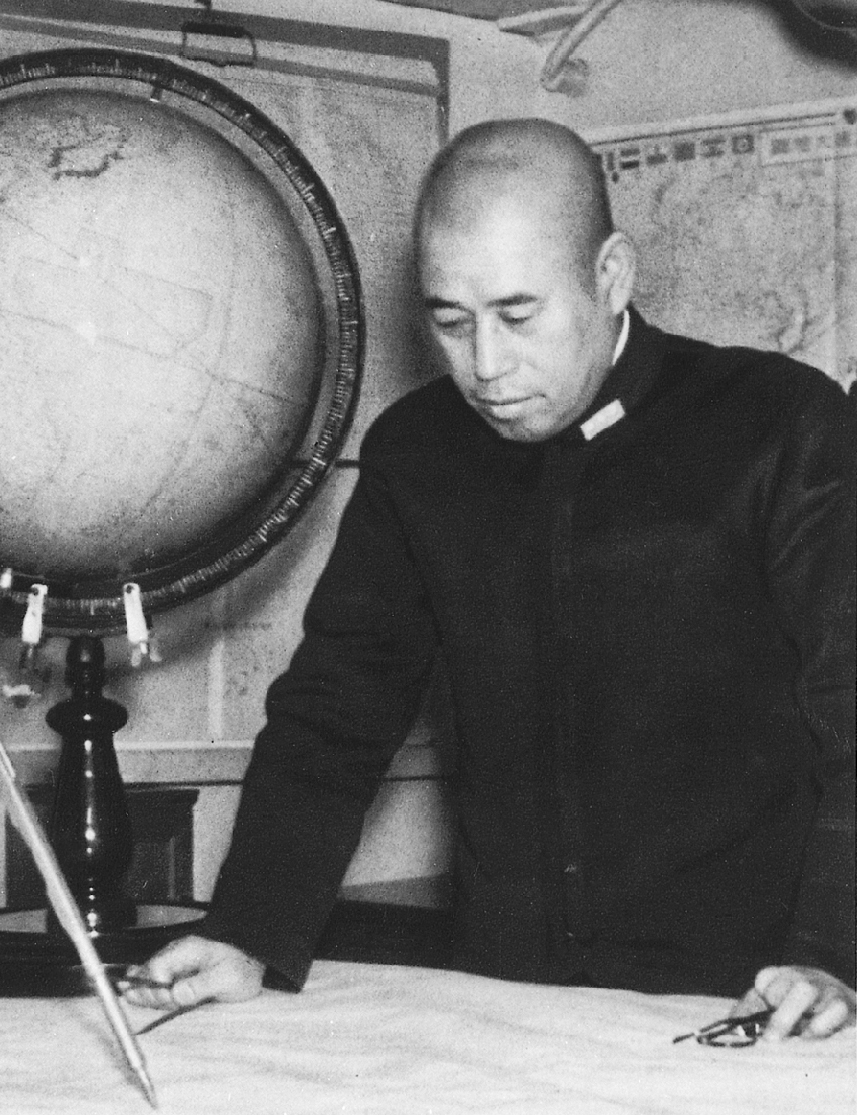
Đô đốc Isoroku Yamamoto, người chỉ huy hải quân Nhật tại trận Trân Châu cảng và trận Midway

- 1898 Hầu tước Tsugumichi Saigo (1843-1902)
- 1906 Bá tước Sukeyuki Ito (1843-1914)
- 1911 Tử tước Yoshika Inoue (1845-1929)
- 1913 Hầu tước Heihachiro Togo (1847-1934)
- 1913 Hoàng tử Takehito Arisugawa (1862-1913)
- 1917 Nam tước Goro Ijuin (1852-1921)
- 1922 Hoàng tử Yorihito Higashi-Fushimi (1867-1922)
- 1923 Nam tước Hayao Shimamura (1858-1923)
- 1923 Nam tước Tomozaburo Kato (1861-1923)
- 1932 Hoàng tử Hiroyasu Fushimi (1876-1946)
- 1943 Isoroku Yamamoto (1884-1943)
- 1943 Osami Nagano (1880-1947)
- 1944 Mineichi Koga (1885-1944)

## Đô đốc
Thực tế, quân hàm này có tên gọi là Hải quân Đại tướng (海軍大将)

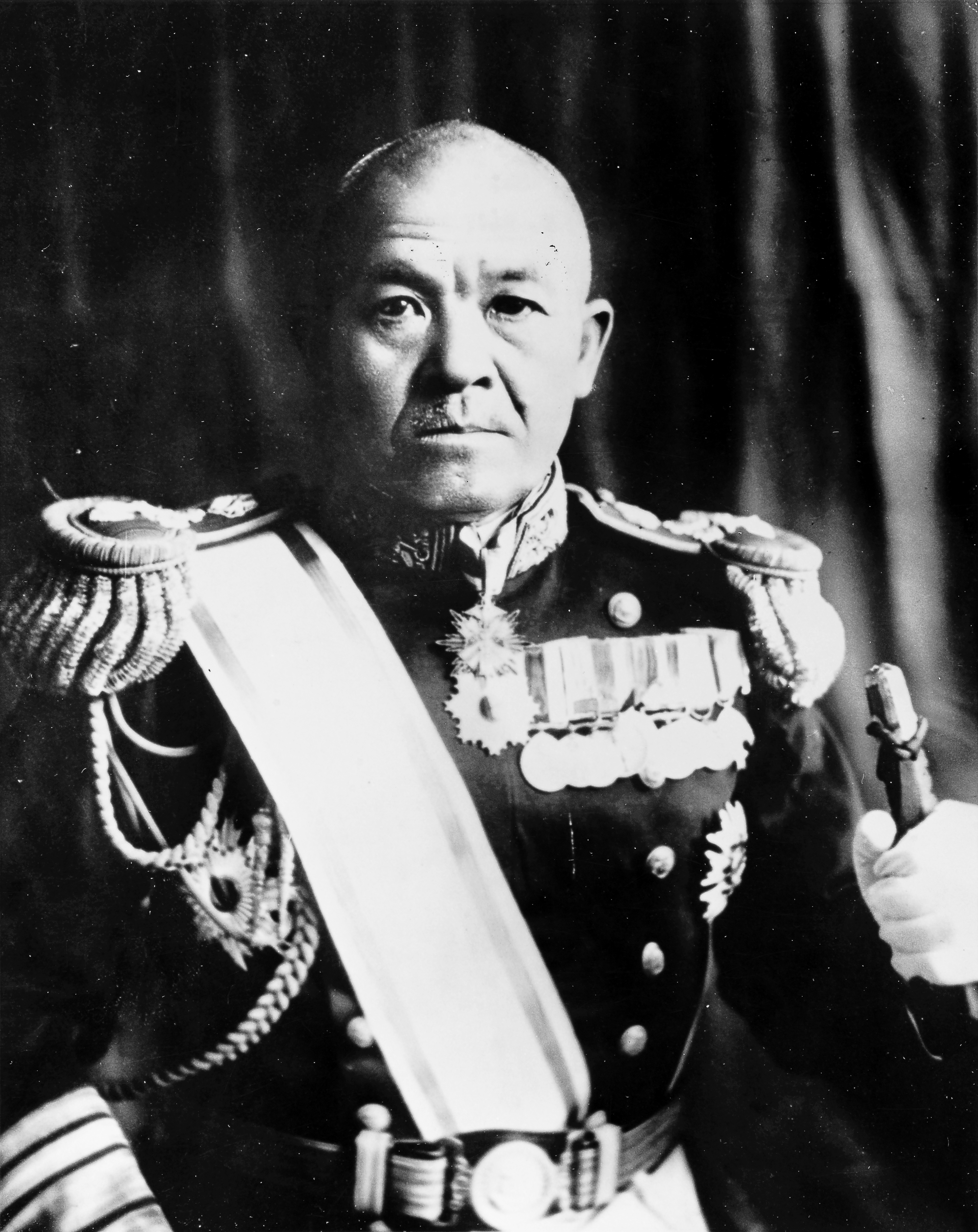
Đô đốc Chūichi Nagumo

- Shigeyoshi Inoue
- Seiichi Itō
- Mineichi Koga
- Saito Makoto
- Matsudaira Morio
- Chuichi Nagumo
- Keisuke Okada
- Dewa Shigetō
- Shigetaro Shimada
- Kantaro Suzuki
- Takeo Takagi
- Isamu Takeshita
- Soemu Toyoda
- Nishizō Tsukahara
- Mitsumasa Yonai

## Phó đô đốc
Thực tế, quân hàm này có tên gọi là Hải quân Trung tướng (海軍中將)

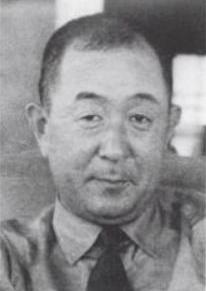
Phó đô đốc Tamon Yamaguchi, chết trong trận Midway ngày 4 tháng 6 1942

- Hiroaki Abe
- Masafumi Arima
- Kosaku Aruga
- Chuichi Hara
- Kiichi Hasegawa
- Toshihira Inoguchi
- Takeo Kaizuka
- Tomiji Koyanagi
- Takeo Kurita
- Kiyoshi Kusagawa
- Jinichi Kusaka
- Ryunosuke Kusaka
- Gunichi Mikawa
- Shigeyoshi Miwa
- Sentaro Omori
- Takijirō Ōnishi
- Jisaburō Ozawa
- Toshio Shimazaki
- Katsukiyo Shinoda
- Raizo Tanaka
- Tamon Yamaguchi
- Susumu Kimura

## Chuẩn đô đốc
Thực tế, quân hàm này có tên gọi là Hải quân Thiếu tướng (海軍少將)
- Kōsō Abe
- Toshio Abe (posthumous)
- Tsutau Araki
- Kaoru Arima
- Bunji Asakura
- Kenzaburo Hara
- Kaku Harada
- Shinzaburo Hase
- Mikio Hayakawa
- Masamichi Ikeguchi
- Keishi Ishii
- Kenzo Ito
- Takatsugu Jojima
- Eiichiro Jyo
- Tomeo Kaku (truy phong)
- Ikuzo Kimura
- Yoshiyuki Kishi
- Yuji Kobe
- Gunji Kogure
- Keizo Komura
- Kaname Konishi
- Toshi Kubota (truy phong)
- Chiaki Matsuda
- Takamatsu Matsuda (truy phong)
- Shutoku Miyazato
- Teruhiko Miyoshi (truy phong)
- Nobuei Morishita
- Kakuro Mutaguchi (posthumous)
- Ko Nakagawa
- Nobuki Nakaoka (truy phong)
- Noboro Nakase
- Tomekichi Nomura
- Sueo Obayashi
- Jisaku Okada
- Tametsugu Okada
- Tomesaburo Okura
- Ichiro Ono
- Takeji Ono
- Masao Sawa (truy phong)
- Kazue Shigenaga
- Kiichiro Shoji (truy phong)
- Michio Sumikawa
- Tamotsu Takama
- Gihachi Takayanagi
- Jo Tanaka (posthumous)
- Yoshioki Tawara
- Nobumichi Tsuruoka
- Kamenosuke Yamamori
- Iwata Yamamoto (truy phong)
- Ryusaku Yanagimoto (truy phong)